# زیردریایی یو-۴۴۹
زیردریایی یو-۴۴۹ (به انگلیسی: German submarine U-449) یک زیردریایی بود که طول آن ۶۷٫۱ متر (۲۲۰ فوت ۲ اینچ) بود. این زیردریایی در سال ۱۹۴۲ ساخته شد.